# Le Serment des Vikings
Le Serment des Vikings est la cinquième histoire de la série Johan et Pirlouit de Peyo. Elle est publiée pour la première fois du no 920 au no 941 du journal Spirou, puis sous forme d'album en 1957.

## Résumé
De retour d'une mission au château du Baron de Troumanach, sur la côte, Johan et Pirlouit, surpris en chemin par la pluie, sont hébergés pour la nuit par une famille de pêcheurs. Le lendemain, à l'entrée de la maison, Johan se heurte à un Viking venu parler au pêcheur. Plus tard, sur la plage, Johan et Pirlouit aperçoivent de nouveau le Viking, qui tente d'embarquer de force sur son drakkar Jacques, le fils du pêcheur. Ils se précipitent pour le libérer mais, malgré leurs efforts, les Vikings réussissent à prendre la fuite avec l'enfant. 
Johan et Pirlouit sont ensuite recueillis par un second drakkar, avec lequel ils se lancent à la poursuite du premier, pour libérer Jacques.